# الکس الگریا
الکس الگریا (انگلیسی: Álex Alegría؛ زادهٔ ۱۰ اکتبر ۱۹۹۲) بازیکن فوتبال اهل اسپانیا است.
از باشگاه‌هایی که در آن بازی کرده‌است می‌توان به رئال بتیس، نومانسیا، لوانته، رایو وایکانو، اسپورتینگ خیخون، رئال مایورکا، اکسترمادورا، رئال ساراگوسا، فوئنلابرادا و فولاد خوزستان اشاره کرد.